# Jalal al-Dawla
Abu Tahir Firuz Khusrau in persiano ابوطاهر فیروزخسرو‎), meglio conosciuto con il laqab di Jalal al-Dawla (993 o 994 – marzo 1044) fu un emiro della dinastia dei Buyidi dell'Iraq dal 1027 al 1044.
Era figlio di Baha al-Dawla.